# CNN Prime Time
CNN Prime Time é um telejornal produzido e exibido pela CNN Brasil desde 9 de novembro de 2020 apresentado por Márcio Gomes. É exibido no horário nobre, de segunda-feira a sexta-feira às 20h. 
Aos finais de semana o Prime Time tem a duração de 60 minutos.

## História
O programa foi anunciado após a contratação de Márcio Gomes pela CNN Brasil. Na estreia, o jornalista abriu o programa usando máscara de proteção contra o coronavírus.
Em fevereiro de 2022, a CNN Brasil anunciou uma grande reformulação em sua programação para comemorar os dois anos do canal, o Prime Time passará a ser veiculado após o Expresso CNN às 19h30.